# Aguim
Aguim is een plaats (freguesia) in de Portugese gemeente Anadia en telt 1 227 inwoners (2001).